# Фельде
Фе́льде (нем. Felde) — община в Германии, в земле Шлезвиг-Гольштейн. 
Входит в состав района Рендсбург-Экернфёрде. Подчиняется управлению Ахтервер.  Население составляет 2097 человек (на 31 декабря 2010 года). Занимает площадь 13,87 км².